# 비니 무어
비니 무어(Vinnie Moore, 1965년 4월 14일 ~ )는 미국의 기타리스트로, UFO의 일원으로 활동하고 있다.